# FMS Racing
FMS Racing (dawniej: Eurotech Engineering) – włoski zespół wyścigowy, startujący od 2014 roku w Auto GP World Series. Pierwotnie ekipa miała startować we współpracy z hiszpańskim zespołem Puma 3 M-Sport, który jednak 8 kwietnia zrezygnował ze startu w serii. Poza tym zespół pojawił się w sezonie 2014 także w stawce International GT Open. Szefem zespołu został były dyrektor Durango Ivone Pinton, a dyrektorem technicznym Alan Gomboso.

## Wyniki

### Auto GP
| Rok  | Bolid      | Kierowcy           | Wyścigi | Wygrane | PP | NO | Pkt   | M.K. | M.Z. |
| ---- | ---------- | ------------------ | ------- | ------- | -- | -- | ----- | ---- | ---- |
| 2014 | Lola–Zytek | Kevin Giovesi      | 14      | 2       | 2  | 0  | 155   | 5    | 4    |
| 2014 | Lola–Zytek | Loris Spinelli     | 8       | 0       | 0  | 0  | 19    | 17   | 4    |
| 2014 | Lola–Zytek | Vittorio Ghirelli  | 2       | 0       | 0  | 0  | 7(44) | 9    | 4    |
| 2014 | Lola–Zytek | Salvatore de Plano | 6       | 0       | 0  | 0  | 11    | 19   | 4    |